# Tipografía web

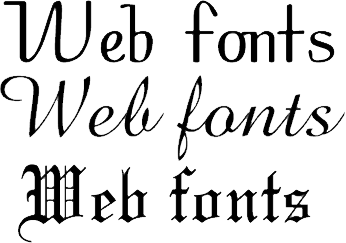
Las fuentes tipográficas permiten a los diseñadores web usar fuentes que no estén instaladas en el ordenador de quien visite la página.

Tipografía web se refiere al tipo de letra usada en la World Wide Web. Cuando fue creado HTML, tanto la fuente tipográfica  como el estilo venían determinados exclusivamente por las preferencias del navegador web utilizado. No existió ningún mecanismo para el control del tipo de letra en las páginas web hasta que en 1995 Netscape introdujo la etiqueta <font>, la cual fue estandarizada en HTML 2. No obstante, la fuente especificada por esta etiqueta tenía que estar instalada en el ordenador del usuario o tener una fuente de reserva como la predeterminada para la web; Sans-serif o un tipo de letra monoespaciado. La primera especificación de hojas de estilo en cascada (CSS en sus siglas en inglés) fue publicada en 1996 y proporcionaba las mismas prestaciones.
En 1998 fue publicado el estándar de CSS2, que intentaba mejorar el proceso de elección de fuentes tipográficas por medio de procedimientos como el de coincidencia de fuentes, síntesis y descarga. Estas técnicas no se llegaron a utilizar demasiado y fueron eliminadas de la especificación en CSS2.1. Sin embargo, Internet Explorer agregó soporte para descarga de fuentes en la versión 4.0, publicada en 1997. Más tarde se incluyó la descarga de fuentes en el módulo de fuentes de CSS3, y desde entonces ha sido implementada en Safari versión 3, Firefox versión 3,5 y Opera. Subsecuentemente, se ha incrementado el interés sobre la tipografía para la web, así como el uso de descarga de fuentes.

## CSS1
En la primera especificación de CSS, los autores especificaban el tipo de fuente con las siguientes características: 
- font-family
- font-style
- font-variant
- font-weight
- font-size

Todas las fuentes eran identificadas solamente por su nombre. Más allá de las propiedades mencionadas anteriormente, los diseñadores no tenían ninguna forma de darle estilo a las fuentes, y no existía ningún mecanismo para utilizar fuentes que no estaban presentes en el sistema del usuario.

### Fuentes principales de Microsoft para la web

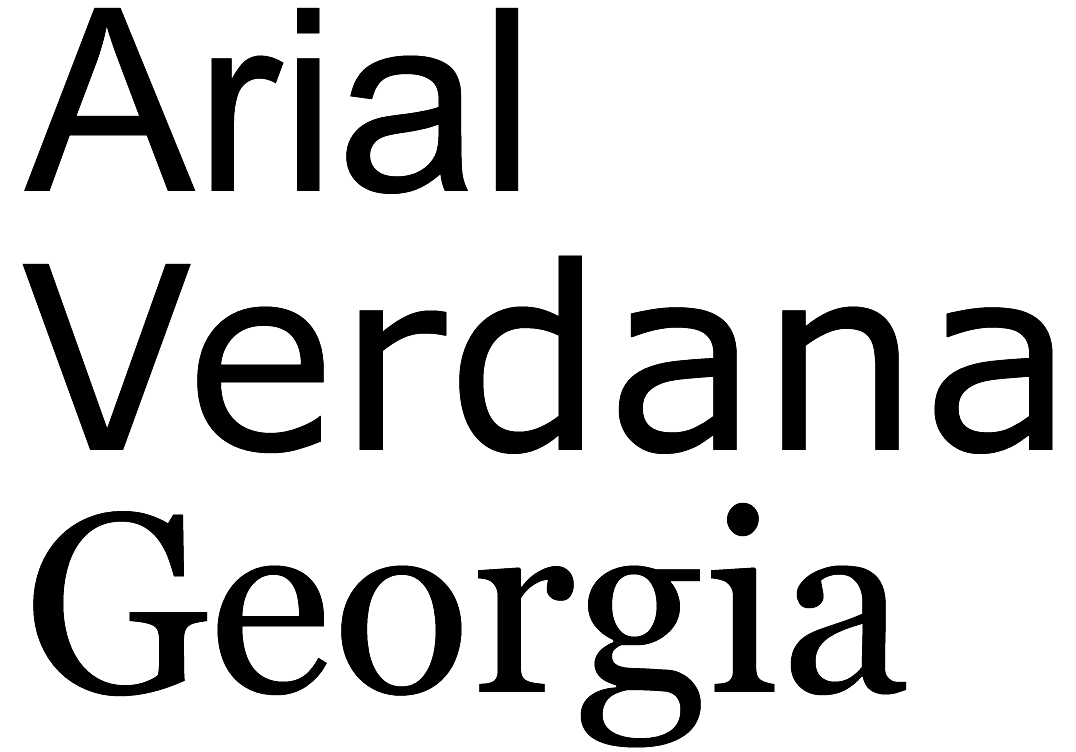